# 동명여자고등학교
동명여자고등학교(東明女子高等學校)는 대한민국 서울특별시 은평구 대조동에 위치한 사립 고등학교이다.

## 학교 연혁
- 1921년 6월 3일 : 현 서대문구 천연동에 향상여자기예학교 개교
- 1936년 3월 7일 : 향상여자실업학교로 명칭 변경
- 1945년 11월 26일 : 재단법인 동명학원 설립
- 1946년 9월 20일 : 6년제 동명여자중학교 출범
- 1950년 3월 16일 : 이운정 교장 취임
- 1951년 4월 20일 : 부산 영도에 피난학교 개설
- 1951년 8월 31일 : 신제 중학교 개편 인가
- 1953년 10월 1일 : 피난학교 폐교 후 천연동 본교로 복귀
- 1954년 1월 5일 : 동명 여자고등학교 설립 인가
- 1955년 7월 5일 : 천연동 교사 본관 준공
- 1960년 10월 1일 : 천연동 신관 및 강당 준공
- 1968년 10월 1일 : 대조동 운동장 완공, 개장
- 1969년 3월 1일 : 중·고 분리하고 고등학교 이운정 교장 취임
- 1972년 9월 20일 : 학생 생활관 준공
- 1974년 3월 2일 : 고등학교 대조동으로 이전
- 1978년 6월 3일 : 교사 본관 준공
- 1979년 1월 11일 : 학칙 변경 인가(각 학년 주간 12학급, 야간 8학급, 총 60학급 증설)
- 1981년 8월 27일 : 체육관 겸 강당 준공
- 1984년 11월 30일 : 교사 신관 준공
- 1992년 11월 20일 : 학교법인 동명학원 김영희 이사장 취임
- 2007년 3월 : 특수학급 신설
- 2013년 10월 31일 : 운연관 개관
- 2021년 6월 4일: 건학 100주년 기념식 및 동명 백년사 발간
- 2021년 9월 1일 : 지해성 교장 취임
- 2022년 2월 15일 : 제99회 졸업식 겸 성인례 (347명 졸업, 총 졸업 인원 37,223명)
- 2023년 9월 1일: 박선희 교장 취임
- 2024년 3월 2일 : 대조동 신축 교사 이전 50주년

## 참고 자료
- 동명여자고등학교 - 한국교육학술정보원 학교알리미